# 1290
Évszázadok: 12. század – 13. század – 14. század
Évtizedek: 1240-es évek – 1250-es évek – 1260-as évek – 1270-es évek – 1280-as évek – 1290-es évek – 1300-as évek – 1310-es évek – 1320-as évek – 1330-as évek – 1340-es évek
Évek: 1285 – 1286 – 1287 – 1288 –  1289 – 1290 – 1291 – 1292 – 1293 – 1294 – 1295

## Események

### Határozott dátumú események
- július 10. – Körösszeg várában három kun orgyilkos meggyilkolja IV. László királyt.[1] (Lászlót a csanádi székesegyházban helyezik örök nyugalomra.[2] A 27 éves király halálával fellángol a harc a trónkövetelők között.)[3]
- július 23. – Miután András herceget Bécsből szerzetesek Magyarországra szöktetik, Ladomér érsek – a pápa értesítése nélkül –  III. András néven magyar királlyá koronázza. (Az új királyt a főurak egy része és a külső hatalmak sem ismerik el.)[3]
- augusztus 31. – Albert osztrák herceg – IV. Béla hűbérnyilatkozata alapján – trónkövetelőként lép fel, míg a pápa Martell Károlyt, V. István unokáját támogatja.[3]

### Határozatlan dátumú események
- október – Egy csaló IV. László testvérének kiadva magát trónigénnyel betör az országba, de kiverik. III. András hatalma megszilárdulni látszik, de a király az őt támogató főuraknak van kiszolgáltatva.[3]
- az év folyamán –
  - I. Eduárd angol király száműzi a zsidókat Angliából.[4] (lásd még: tisá beáv).
  - A lisszaboni egyetem alapítása.
  - András kerül a győri püspöki székbe.[5]
  - III. András feleségül veszi Fenennát, egy száműzetésben élő lengyel herceg leányát.[6]
  - Küngös első írásos említése.

## Születések
- I. Lipót osztrák herceg († 1326)

## Halálozások
- május 10. – II. Rudolf osztrák herceg (* 1271)
- június 23. – IV. Henrik lengyel fejedelem (* 1258)
- július 10. – IV. László magyar király[7] (* 1262)
- szeptember 26. – I. Margit skót királynő (* 1283)
- december 18. – I. Magnus svéd király (* 1275)
- Szaven-Pahlavuni Szibilla antiochiai fejedelemné (* 1240 körül)

## Európai időjárás
Nem esett hó, a fák nem hullatták le leveleiket, a gyümölcsfák már február közepén virágoztak.